# حمد الهرشاني
حمد سيف محمد جديع الهرشاني (18 مارس 1945 - )؛ نائب سابق في مجلس الأمة الكويتي.

## مسيرته الانتخابية
- رشح وخسر الانتخابات عن الدائرة الثامنة عشر لانتخابات مجلس أمة 1981.[1]
- رشح وخسر الانتخابات عن الدائرة الثامنة عشر لانتخابات مجلس أمة 1985.
- رشح وخسر الانتخابات عن الدائرة الثامنة عشر لانتخابات مجلس أمة 1992.
- رشح وخسر الانتخابات عن الدائرة الثامنة عشر لانتخابات مجلس أمة 1996.
- رشح وخسر الانتخابات عن الدائرة الثامنة عشر لانتخابات مجلس أمة 2003.
- رشح وخسر الانتخابات عن الدائرة الثامنة عشر لانتخابات مجلس أمة 2006.
- رشح و فاز عن الدائرة الثانية لانتخابات مجلس أمة ديسمبر 2012 المبطل.
- عضو لجنة الشؤون الصحية والاجتماعية والعمل في مجلس أمة ديسمبر 2012 المبطل.
- رشح وفاز عن الدائرة الثانية لانتخابات مجلس أمة 2013.
- رشح وفاز عن الدائرة الثانية لانتخابات مجلس أمة 2016.
- رشح وفاز عن الدائرة الثانية لانتخابات مجلس أمة 2020
- رشح وخسر عن الدائرة الثانية لانتخابات مجلس أمة 2022

## مناصبه
- رئيس نادي الصليبيخات لمدة 15 سنة.
- عضو الاتحاد الكويتي لكرة القدم لمدة 6 سنوات.
- عضو مجلس المحافظات لمدة 4 سنوات.

## أبرز مواقفه في في مجلس الأمة

### مجلس الأمة ديسمبر 2012
| الكتلة                                         | مستقل     |
| إحالة استجواب احمد الحمود إلى التشريعية (2013) | موافق     |
| تأجيل استجواب هاني حسين (2013)                 | موافق     |
| تأجيل استجواب الشمالي (2013)                   | موافق     |
| تأجيل استجواب الأذينة (2013)                   | موافق     |
| التصويت على مرسوم الصوت الواحد (2013)          | غير موجود |

### مجلس الأمة 2013
| الكتلة                             | مستقل     |
| تشكيل لجنة الإيداعات (2013)        | غير موافق |
| شطب استجواب جابر المبارك (2014)    | موافق     |
| قانون البصمة الوراثية (2015)       | غير موجود |
| قانون جرائم تقنية المعلومات (2015) | غير موجود |
| منع المسيئين (2016)                | غير موجود |

### مجلس الأمة 2016
| الكتل                                                    | قبلي مُستقل        |
| اللجان                                                   | لم يترشح لأي لجنة |
| استجواب الوزيرة هند الصبيح (يناير 2018)                  | ضد الاستجواب      |
| استجواب الوزير بخيت الرشيدي (2018)                       | ضد الاستجواب      |
| استجواب الوزيرة هند الصبيح (مايو 2018)                   | ضد الاستجواب      |
| استجواب الوزير خالد الروضان (2019)                       | ضد الاستجواب      |
| استجواب الوزير محمد الجبري (2019)                        | ضد الاستجواب      |
| استجواب الوزير نايف الحجرف (2019)                        | ضد الاستجواب      |
| استجواب الوزير براك الشيتان (2020)                       | ضد الاستجواب      |
| استجواب الوزير أنس الصالح (أغسطس 2020)                   | ضد الاستجواب      |
| استجواب الوزير سعود هلال الحربي (أغسطس 2020)             | ضد الاستجواب      |
| استجواب الوزير سعود هلال الحربي (سبتمبر 2020)            | ضد الاستجواب      |
| استجواب الوزير أنس الصالح (سبتمبر 2020)                  | ضد الاستجواب      |
| تصويت فتح باب ما يستجد من أعمال (تعديل النظام الانتخابي) | غير موافق         |

### مجلس الأمة 2020
أصدر مركز اتجاهات للدراسات والبحوث تقريرًا حول أداء حمد الهرشاني في مجلس الأمة 2020 ووصفت الأداء بأنهُ مؤيدًا لقرارات الحكومة ورئيس المجلس، حيثُ أنهُ لم يقدم أي استجواب، ولم يؤيد استجواب، ولم يُقدم أي سؤال برلماني، ولم يُقدم أي اقترحات برغبة.
| استجواب الوزير حمد جابر العلي (يناير 2022)              | ضد الاستجواب |
| استجواب الوزير أحمد ناصر الصباح (فبراير 2022)           | ضد الاستجواب |
| استجواب الوزير علي حسين الموسى (مارس 2022)              | ضد الاستجواب |
| رفع الحصانة عن النائب شعيب المويزري في شكوى رئيس المجلس | موافق        |
| رفع الحصانة عن النائب محمد المطير                       | موافق        |
| رفع الحصانة عن النائب ثامر السويط                       | موافق        |
| رفع الحصانة عن النائب خالد مؤنس العتيبي                 | موافق        |